# Rad (Radio-Canada)
Rad est une division du service d'information de Radio-Canada visant à produire du contenu journalistique sur les réseaux sociaux et plateformes numériques. Le service est reconnu comme le « laboratoire de l'information » de Radio-Canada,,. 
Au moment de son lancement en mai 2017, le projet vise à rejoindre les publics plus jeunes — plus spécifiquement les milléniaux et la génération Z —, moins enclins à consommer l'information selon les codes traditionnellement utilisés à la télé, à la radio, dans les journaux ou même sur les sites web d'information.
L'équipe diffuse ses reportages directement sur les réseaux sociaux en utilisant des formes de storytelling qui sont natifs au numérique.
Rad est considéré comme étant l'un des projets ayant participé à la redéfinition des codes du journalisme au Québec,,. Depuis son lancement, d'autres médias ont décidé d'investir davantage les réseaux sociaux avec du contenu natif, y compris TVA Nouvelles, Noovo, La Presse, Le Devoir, 24 Heures, Métro ainsi que des médias locaux bien plus petits comme Gravité Média (responsable des comptes Ma vie ma région sur divers réseaux sociaux) et TVRS. Depuis 2022, la salle de nouvelle traditionnelle de Radio-Canada diffuse aussi des contenus natifs sur le compte TikTok de Radio-Canada Info.